# Jamune Bhanjyang
Jamune Bhanjyang – gaun wikas samiti w zachodniej części Nepalu w strefie Gandaki w dystrykcie Tanahu. Według nepalskiego spisu powszechnego z 2001 roku liczył on 1929 gospodarstw domowych i 9565 mieszkańców (5127 kobiet i 4438 mężczyzn).